# Scottish Cup 2024-2025
La Scottish Cup 2024-2025, anche nota come Scottish Gas Scottish Cup 2024-2025 per ragioni di sponsorizzazione, è stata la 140ª edizione della Coppa nazionale scozzese. Il torneo ha visto la vittoria dell’Aberdeen ai calci di rigore contro i detentori del Celtic.
Per l’Aberdeen si tratta dell’ottavo successo nella competizione.

## Formula del torneo
| Turno                     | Data              | Numero di incontri | Squadre  | Entrano a questo turno                                                             |
| ------------------------- | ----------------- | ------------------ | -------- | ---------------------------------------------------------------------------------- |
| Primo turno preliminare   | 9 agosto 2024     | 2                  | 130→ 128 | 6 squadre delle serie provinciali (2 con un bye al prossimo turno)                 |
| Secondo turno preliminare | 31 agosto 2024    | 26                 | 128→ 102 | 48 squadre delle serie provinciali + 2 squadre con un bye a questo turno           |
| Primo turno               | 28 settembre 2024 | 30                 | 102 → 72 | 18 squadre della Highland Football League 16 squadre della Lowland Football League |
| Secondo turno             | 26 ottobre 2024   | 20                 | 72 → 52  | 10 squadre della Scottish League Two                                               |
| Terzo turno               | 30 novembre 2024  | 20                 | 52 → 32  | 10 squadre della Scottish Championship 10 squadre della Scottish League One        |
| Quarto turno              | 18 gennaio 2025   | 16                 | 32 → 16  | 12 squadre della Scottish Premiership                                              |
| Quinto turno              | 8 febbraio 2025   | 8                  | 16 → 8   | –                                                                                  |
| Quarti di finale          | 8 marzo 2025      | 4                  | 8 → 4    | –                                                                                  |
| Semifinali                | 19-20 aprile 2025 | 2                  | 4 → 2    | –                                                                                  |
| Finale                    | 24 maggio 2025    | 1                  | 2 → 1    | –                                                                                  |

## Primo turno preliminare
Il sorteggio del primo turno preliminare è stato effettuato il 22 luglio 2024. A questo turno partecipano sei squadre vincenti delle seguenti competizioni:
- Cup Winners' Shield
- Midlands Football League
- North Caledonian Football League
- North Region Junior Football League
- Scottish Amateur Cup
- West of Scotland Football League

| Squadra 1        | Risultato | Squadra 2     |
| ---------------- | --------- | ------------- |
| 9 agosto 2024    |           |               |
| Bo'ness Athletic | 3 – 1     | Beith Juniors |
| 10 agosto 2024   |           |               |
| Culter           | 4 – 0     | Invergordon   |

## Secondo turno preliminare
Il sorteggio del secondo turno preliminare è stato effettuato il 22 luglio 2024. A questo turno partecipano le squadre delle seguenti competizioni:
- East of Scotland Football League (Premier Division, First Division, Second Division, Third Division)
- West of Scotland Football League (Premier Division, First Division, Second Division, Third Division, Fourth Division)
- Midlands Football League
- North Caledonian Football League
- North Region Junior Football League
- South of Scotland Football League
- Kingdom of Fife AFA

| Squadra 1            | Risultato | Squadra 2              |
| -------------------- | --------- | ---------------------- |
| 30 agosto 2024       |           |                        |
| Tynecastle           | 4 – 0     | Glasgow University     |
| Bo'ness Athletic     | 2 – 0     | Kilwinning Rangers     |
| 31 agosto 2024       |           |                        |
| Glenafton Athletic   | 2 – 4     | Threave Rovers         |
| Coldstream           | 0 – 6     | Camelon Juniors        |
| Bonnyton Thistle     | 0 – 1     | Dunbar Utd             |
| Jeanfield Swifts     | 3 – 0     | Newton Stewart         |
| Lochee Utd           | 4 – 0     | Hawick Royal Albert    |
| Golspie Sutherland   | 0 – 2     | Carluke Rovers         |
| Pollok               | 1 – 3     | Darvel                 |
| Cupar Hearts         | 4 – 0     | Wigtown & Bladnoch     |
| Preston Athletic     | 2 – 3     | Irvine Meadow XI       |
| Tayport              | 1 – 3     | Dundee North End       |
| Culter               | 1 – 2     | Sauchie Juniors        |
| Dundonald Bluebell   | 3 – 1     | Edinburgh University   |
| Fort William         | 0 – 8     | Hill of Beath Hawthorn |
| Benburb              | 0 – 3     | Vale of Leithen        |
| Burntisland Shipyard | 2 – 1     | Dunipace               |
| Haddington Athletic  | 1 – 4     | Auchinleck Talbot      |
| Creetown             | 1 – 3     | Cumnock Juniors        |
| Girvan               | 9 – 0     | St. Cuthbert Wanderers |
| Penicuik Athletic    | 0 – 1     | Musselburgh Athletic   |
| Dalkeith Thistle     | 1 – 0     | Blackburn Utd          |
| Dalbeattie Star      | 1 – 2     | Whitehill Welfare      |
| Rutherglen Glencairn | 2 – 0     | LTHV                   |
| Clydebank            | 7 – 0     | St. Andrews Utd        |
| Easthouses Lily MW   | 0 – 4     | Newtongrange Star      |

## Primo turno
Il sorteggio del primo turno si è tenuto il 1º settembre 2024. A questo turno partecipano le squadre delle seguenti competizioni:
- 18 squadre dalla Highland League
- 16 squadre dalla Lowland League
- 14 squadre dalla East of Scotland Football League
- 9 squadre dalla West of Scotland Football League
- 2 squadre dalla Midlands Football League
- una squadra dalla Kingdom of Fife AFA

| Squadra 1            | Risultato       | Squadra 2               |
| -------------------- | --------------- | ----------------------- |
| 27 settembre 2024    |                 |                         |
| Tynecastle           | 2 - 3           | Hill of Beath Hawthorn  |
| Dalkeith Thistle     | 0 – 4           | Broxburn Athletic       |
| 28 settembre 2024    |                 |                         |
| Forres Mechanics     | 1 – 2           | Jeanfield Swifts        |
| Stirling University  | 0 – 2           | Caledonian Braves       |
| Brechin City         | 1 – 0           | Newtongrange Star       |
| Clachnacuddin        | 3 – 1           | Nairn County            |
| Linlithgow Rose      | 3 – 1           | Lossiemouth             |
| Musselburgh Athletic | 1 – 0 (dts)     | Darvel                  |
| Gala Fairydean       | 0 – 1           | Banks O'Dee             |
| Broomhill            | 0 – 1           | Turriff Utd             |
| Cowdenbeath          | 3 – 2           | Rutherglen Glencairn    |
| East Stirlingshire   | 2 – 3           | Lochee Utd              |
| Cumbernauld Colts    | 0 – 3           | Civil Service Strollers |
| Strathspey Thistle   | 0 – 6           | Sauchie Juniors         |
| Formartine Utd       | 2 – 0           | Whitehill Welfare       |
| Fraserburgh          | 8 – 0           | Rothes                  |
| Threave Rovers       | 6 – 1           | Vale of Leithen         |
| Brora Rangers        | 2 – 1           | Cumnock Juniors         |
| Buckie Thistle       | 2 – 1           | Carluke Rovers          |
| Burntisland Shipyard | 1 – 4           | Irvine Meadow XI        |
| Dundonald Bluebell   | 1 – 1 (0-3 dtr) | Inverurie Loco Works    |
| Keith                | 1 – 1 (4-3 dtr) | Camelon Juniors         |
| Huntly               | 2 – 2 (5-3 dtr) | Wick Academy            |
| Clydebank            | 3 – 1           | Girvan                  |
| Dunbar Utd           | 1 – 4           | Bo'ness Athletic        |
| East Kilbride        | 2 – 0           | Gretna 2008             |
| Albion Rovers        | 1 – 2           | Auchinleck Talbot       |
| Dundee North End     | 4 – 0           | Tranent Juniors         |
| Berwick Rangers      | 4 – 2           | Cupar Hearts            |
| Deveronvale          | 2 – 4           | Bo'ness Utd             |

## Secondo turno
Il sorteggio per il secondo turno si è tenuto il 29 settembre 2024. A questo turno partecipano le squadre delle seguenti competizioni:
- 10 squadre della League Two
- 11 squadre dalla Highland League
- 8 squadre dalla Lowland League
- 5 squadre dalla East of Scotland Football League
- 4 squadre dalla West of Scotland Football League
- 2 squadre dalla Midlands Football League

| Squadra 1              | Risultato       | Squadra 2               |
| ---------------------- | --------------- | ----------------------- |
| 25 ottobre 2024        |                 |                         |
| Threave Rovers         | 2 - 3           | Stranraer               |
| 26 ottobre 2024        |                 |                         |
| Musselburgh Athletic   | 2 - 1           | Caledonian Braves       |
| Sauchie Juniors        | 0 - 2           | Buckie Thistle          |
| Fraserburgh            | 3 - 1 (dts)     | Turriff Utd             |
| Spartans               | 1 - 2           | Cowdenbeath             |
| Forfar Athletic        | 1 - 0           | Berwick Rangers         |
| Keith                  | 0 - 3           | Clydebank               |
| Peterhead              | 6 - 3           | Lochee Utd              |
| Elgin City             | 1 - 1 (8-7 dtr) | Clyde                   |
| Irvine Meadow XI       | 3 - 0           | Civil Service Strollers |
| Inverurie Loco Works   | 1 - 3 (dts)     | Dundee North End        |
| Hill of Beath Hawthorn | 0 - 2           | Bo'ness Utd             |
| Brechin City           | 3 - 2           | Huntly                  |
| Jeanfield Swifts       | 1 - 1 (4-5 dtr) | Edinburgh               |
| Stirling Albion        | 6 - 0           | Bo'ness Athletic        |
| Auchinleck Talbot      | 0 - 1           | Broxburn Athletic       |
| Linlithgow Rose        | 3 - 0           | Clachnacuddin           |
| East Fife              | 0 - 1           | Banks O'Dee             |
| East Kilbride          | 3 - 1           | Bonnyrigg Rose          |
| Brora Rangers          | 2 - 1           | Formartine Utd          |

## Terzo turno
Il sorteggio per il secondo turno si è tenuto il 27 ottobre 2024. A questo turno partecipano le squadre delle seguenti competizioni:
- 10 squadre della Championship
- 10 squadre della League One
- 6 squadre della League Two
- 5 squadre dalla Highland League
- 5 squadre dalla Lowland League
- 1 squadra dalla East of Scotland Football League
- 2 squadre dalla West of Scotland Football League
- 1 squadra dalla Midlands Football League

| Squadra 1            | Risultato       | Squadra 2           |
| -------------------- | --------------- | ------------------- |
| 29 novembre 2024     |                 |                     |
| Dumbarton            | 3 - 2           | Alloa Athletic      |
| 30 novembre 2024     |                 |                     |
| Stranraer            | 1 - 2 (dts)     | Broxburn Athletic   |
| Peterhead            | 2 - 3           | Montrose            |
| Linlithgow Rose      | 0 - 4           | Raith Rovers        |
| Elgin City           | 3 - 2           | Kelty Hearts        |
| Clydebank            | 2 - 0           | Buckie Thistle      |
| Musselburgh Athletic | 3 - 1           | Bo'ness Utd         |
| Cowdenbeath          | 1 - 4 (dts)     | Brechin City        |
| Cove Rangers         | 2 - 0           | Inverness           |
| Queen's Park         | 2 - 2 (7-6 dtr) | Partick Thistle     |
| Banks O'Dee          | 1 - 2           | Hamilton Academical |
| Ayr Utd              | 2 - 0           | Greenock Morton     |
| Irvine Meadow        | 0 - 5           | Stenhousemuir       |
| Arbroath             | 0 - 1           | Queen of the South  |
| Fraserburgh          | 2 - 0           | Annan Athletic      |
| Livingston           | 2 - 0           | Brora Rangers       |
| Forfar Athletic      | 3 - 3 (4-2 dtr) | Stirling Albion     |
| Edinburgh            | 1 - 2           | Dunfermline         |
| 1 dicembre 2024      |                 |                     |
| Dundee North End     | 0 - 1           | Airdrieonians       |
| 2 dicembre 2024      |                 |                     |
| East Kilbride        | 1 - 3           | Falkirk             |

## Quarto turno
Il sorteggio per il quarto turno si è tenuto il 2 dicembre 2024 ed è stato trasmesso in diretta su BBC Scotland.
| Squadra 1           | Risultato   | Squadra 2            |
| ------------------- | ----------- | -------------------- |
| 17 gennaio 2025     |             |                      |
| Brechin City        | 1 - 4       | Hearts               |
| 18 gennaio 2025     |             |                      |
| Dumbarton           | 1 - 5       | Airdrieonians        |
| Cove Rangers        | 2 - 0       | Forfar Athletic      |
| Dunfermline         | 3 - 0       | Stenhousemuir        |
| St. Johnstone       | 1 - 0       | Motherwell           |
| Queen's Park        | 3 - 2 (dts) | Montrose             |
| Ross County         | 2 - 3 (dts) | Livingston           |
| Hibernian           | 3 - 0       | Clydebank            |
| Queen of the South  | 1 - 3       | St. Mirren           |
| Hamilton Academical | 3 - 1       | Musselburgh Athletic |
| Elgin City          | 0 - 3       | Aberdeen             |
| Broxburn Athletic   | 0 - 8       | Ayr Utd              |
| Celtic              | 2 - 1       | Kilmarnock           |
| 19 gennaio 2025     |             |                      |
| Falkirk             | 1 - 2 (dts) | Raith Rovers         |
| Rangers             | 5 - 0       | Fraserburgh          |
| 20 gennaio 2025     |             |                      |
| Dundee              | 1 - 0       | Dundee Utd           |

## Quinto turno
| Squadra 1        | Risultato       | Squadra 2           |
| ---------------- | --------------- | ------------------- |
| 7 febbraio 2025  |                 |                     |
| Ayr Utd          | 0 - 1           | Hibernian           |
| 8 febbraio 2025  |                 |                     |
| Livingston       | 3 - 0           | Cove Rangers        |
| St. Johnstone    | 1 - 0           | Hamilton Academical |
| Dundee           | 4 - 0           | Airdrieonians       |
| Celtic           | 5 - 0           | Raith Rovers        |
| 9 febbraio 2025  |                 |                     |
| Aberdeen         | 3 - 0           | Dunfermline         |
| Rangers          | 0 - 1           | Queen's Park        |
| 10 febbraio 2025 |                 |                     |
| St. Mirren       | 1 - 1 (2-4 dtr) | Hearts              |

## Quarti di finale
| Squadra 1     | Risultato | Squadra 2     |
| ------------- | --------- | ------------- |
| 7 marzo 2025  |           |               |
| Hearts        | 3 - 1     | Dundee        |
| 8 marzo 2025  |           |               |
| Aberdeen      | 4 - 1     | Queen's Park  |
| 9 marzo 2025  |           |               |
| Celtic        | 2 - 0     | Hibernian     |
| 10 marzo 2025 |           |               |
| Livingston    | 0 - 1     | St. Johnstone |

## Semifinali
Il sorteggio per le semifinali è stato effettuato il 10 marzo 2025. 
| Squadra 1      | Risultato   | Squadra 2 |
| -------------- | ----------- | --------- |
| 19 aprile 2025 |             |           |
| Hearts         | 1 - 2 (dts) | Aberdeen  |
| 20 aprile 2025 |             |           |
| St. Johnstone  | 0 - 5       | Celtic    |

## Finale
| Arbitro: | Donald Robertson |

|                                   |                      |                                       |
| Schmeichel 83’ (aut.)             | Marcatori            | 39’ (aut.) Dorrington                 |
| Shinnie Polvara Dabbagh Palaversa | Tiri di rigore 4 – 3 | McGregor Kenny McCowan Maeda Johnston |